# Ampanihy (Mahabo)
Ampanihy is een plaats en gemeente in Madagaskar gelegen in het district Mahabo van de regio Menabe. Er woonden bij de volkstelling in 2001 ongeveer 7000 mensen.
In de plaats is basisonderwijs beschikbaar. Er wordt ook op industriële schaal mijnbouw bedreven. 89% van de bevolking is landbouwer en 10% houdt zich bezig met veeteelt. Het belangrijkste gewas is rijst, maar er wordt ook cassave en zoete aardappelen verbouwd. Industriesector en dienstensector zijn beide goed voor 0,5% van de werkgelegenheid.